# Братья Карвахаль (рыцари)

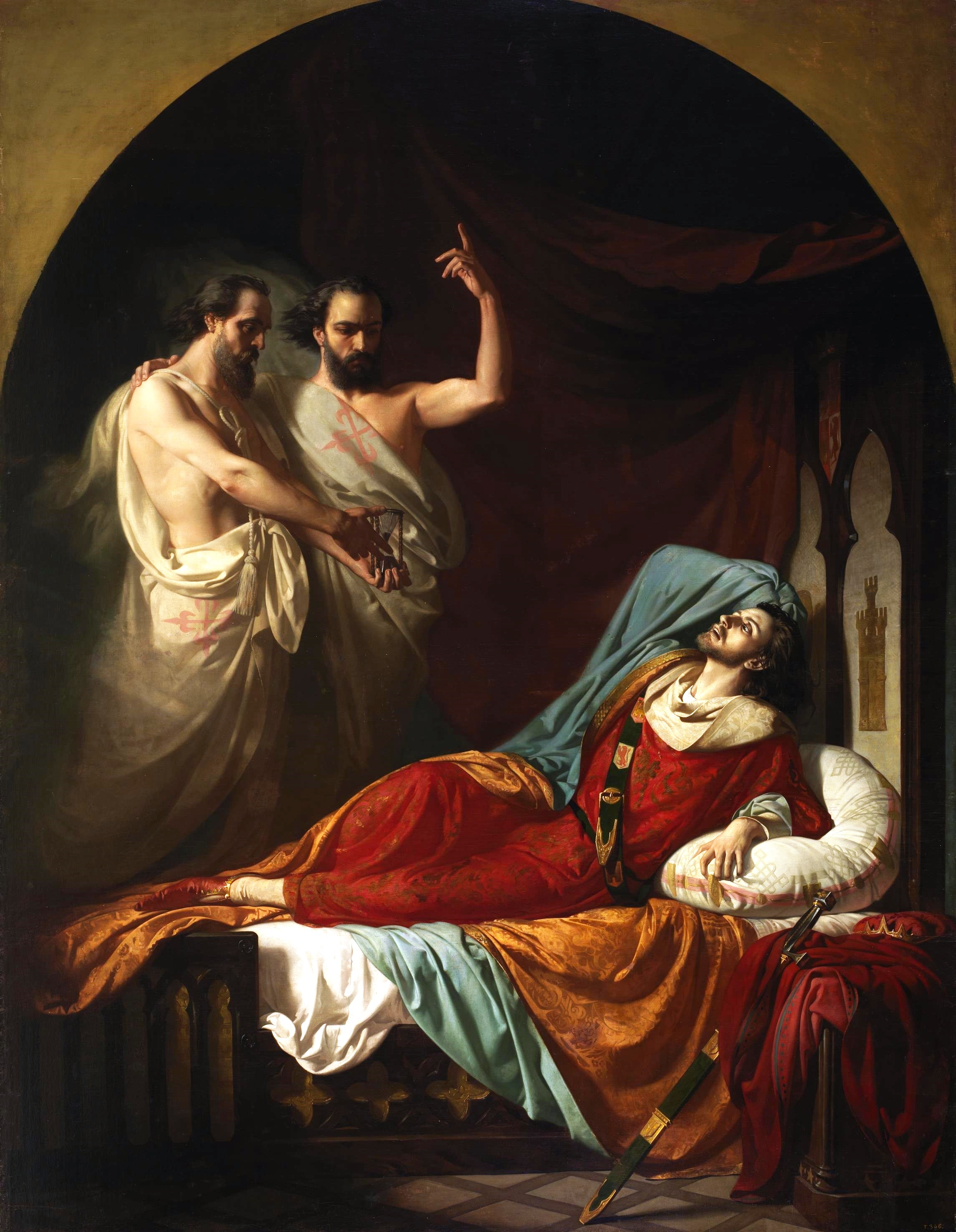
Духи братьев Карвахаль (Hermanos Carvajal) у постели короля Кастилии и Леона Фердинанда IV, призывают его предстать перед Богом через 30 дней. Худ. Хосе Касадо дель Алисал. Прадо

Хуан Альфонсо де Карвахаль и Педро Альфонсо де Карвахаль — испанские рыцари Ордена Калатравы на службе у короля Фердинанда IV Кастильского.
Легенда гласит, что король Кастилии Фердинанд IV в 1312 году, находясь в городе Паленсия, получил известие о смерти своего любимца рыцаря Хуана Алонсо де Бенавенте, от рук двух неизвестных мужчин. Предварительно было установлено, что лицами, которые могли совершить преступление являются братья Карвахаль, рыцари Ордена Калатравы, неполадившие с убитым.
Фердинанд IV обвинил двух братьев Карвахаль в смерти рыцаря Бенавенте и приказал бросить их в темницу башни Торре Редонда дворца Каса Кемад (ныне Дворец Карвахаль). Братья были заперты в железную клетку, внутренние края которой были покрыты заостренными шипами.

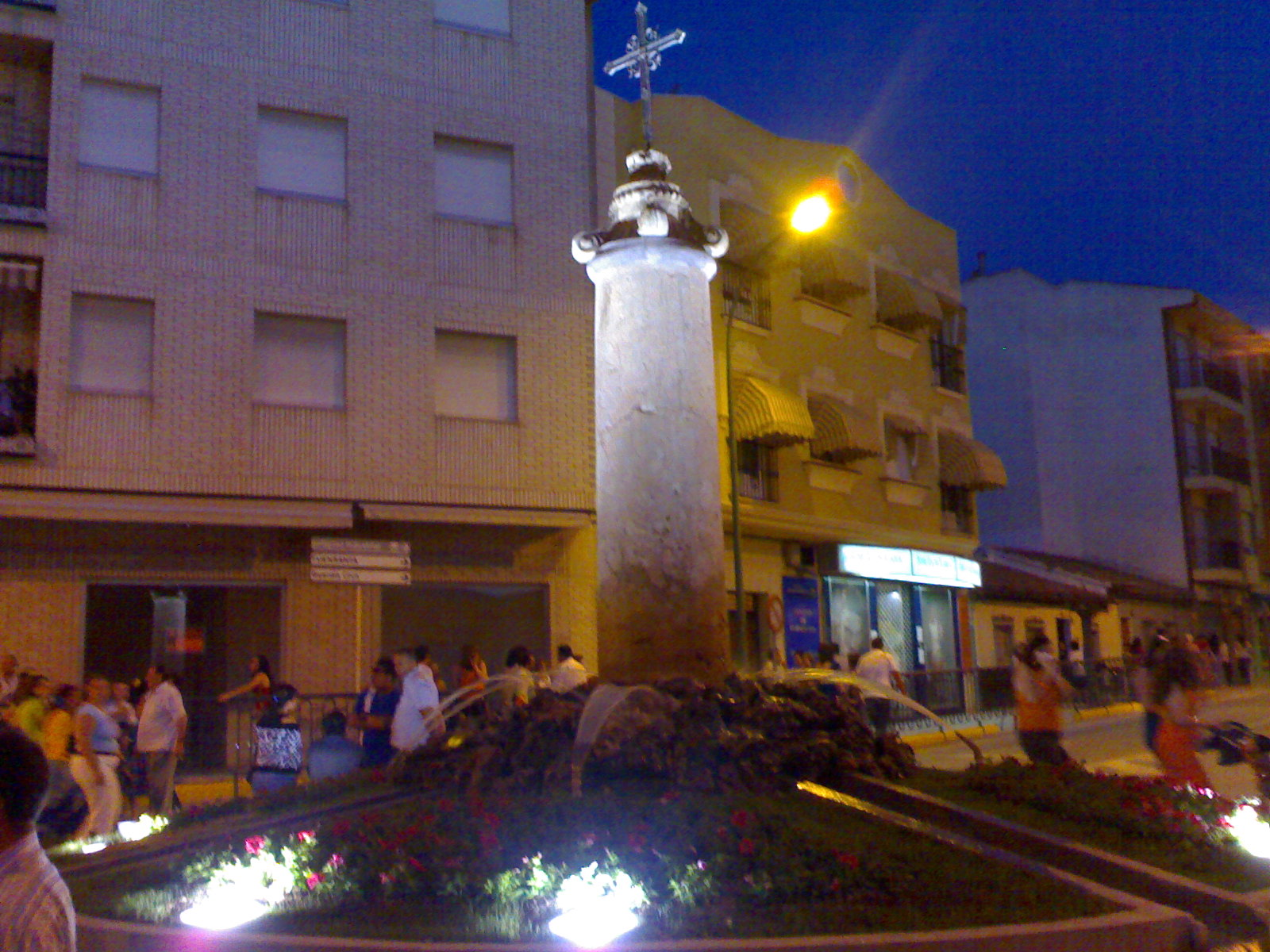
Монумент братьев Карвахаль в Мартос (Хаэн).

После король приказал казнить их, однако на суде была доказана вина самого Фердинанда IV. Братья же были объявлены невиновными. По приказу короля братья всё же были убиты. Толпы людей оплакивали смерть братьев, а на месте их гибели в Мартос (Хаэн) возвели памятник в виде креста — Cruz del Lloro.
В хронике «Crónica de Alfonso XI» упоминается о том, что братья Карвахаль перед казнью призвали короля предстать перед Богом в течение тридцати дней после их несправедливой смерти. Король умер в течение месяца.
Останки братьев Карвахаль погребены в городе Мартос.